# Fiona Dittmann
Fiona Dittmann (* 14. Februar 1998) ist eine deutsche Volleyballspielerin.

## Karriere
Dittmann probierte verschiedene Sportarten aus, bevor sie sich für Volleyball entschied. Sie begann ihre Karriere beim TuS Kriftel. 2013 wechselte sie zum 1. VC Wiesbaden. In der Saison 2017/18 spielte die Außenangreiferin mit der TG Bad Soden in der Zweiten Liga Süd. Anschließend kehrte sie zurück nach Wiesbaden und trat dort mit der zweiten Mannschaft ebenfalls in der Zweiten Liga an. Von 2023 bis 2025 war sie nochmal in Bad Soden aktiv. 2025 wurde Dittmann vom Erstliga-Aufsteiger ETV Hamburg verpflichtet.